# Pojejena
Pojejena (in tedesco Wallachisch-Poscheschena, in ungherese Alsópozsgás, in serbo Пожежена?, Požežena) è un comune della Romania di 3172 abitanti, ubicato nel distretto di Caraș-Severin, nella regione storica del Banato.
Il comune è formato dall'unione di 5 villaggi: Belobreșca, Divici, Pojejena, Radimna, Șușca.
Il comune in passato era chiamato Pojejena Română e prima ancora Pojejena de Jos; ubicato in zona di confine, sulle rive del Danubio, è un comune ufficialmente bilingue: sia il romeno che il serbo sono usati sia per i documenti ufficiali che per la segnaletica.